# Clobazam
La clobazam  est une substance chimique de la famille des benzodiazépines (BZD) notamment commercialisée sous les noms d'Urbanyl et de Frisium, ainsi que sous forme de médicament générique. Comme toutes les molécules de cette famille, elle possède des propriétés anticonvulsivantes, anxiolytiques ou hypnotiques, et myorelaxantes, mais elle est surtout utilisée comme anticonvulsivant. Il s'agit d'une benzodiazépine particulière puisque c'est une 1,5-benzodiazépine et non une 1,4-benzodiazépine, comme les 18 autres, ce qui signifie que son noyau diazépine a un atome d'azote en positions 1 et 5 (au lieu de l'habituel 1 et 4).

## Équivalence
Dix milligrammes de diazépam correspondent à 10 ou 20 mg de clobazam.

## Dosage
Vendue sous le nom d'Urbanyl, cette benzodiazépine est vendue en boîtes de 30 comprimés avec trois dosages différents : 5 mg, 10 mg et 20 mg.